# Rauhan Side
Rauhan Side är en finsk tidskrift utgiven av Esikoislestadiolaiset. Den ges ut fyra gånger om året. Tidskriften innehåller andaktsskrifter, predikningar (Luther, Laestadius, övriga predikanter), sändebrev, skildringar av kristnas erfarenheter, kyrkohistoriska skrifter, notiser, barnspalt och information om evenemang och bönhus. Tidskriften sprids till ett tiotal länder, men mer än 90 procent av upplagan går till Finland. Rauhan Side ges ut på finska men i tidskriften ingår sammanfattningar på svenska och engelska av de viktigaste artiklarna. Rauhan Side kommer ut även som ljudversion. 
Rauhan Side började utkomma 1979. Tidskriftens namn betyder "Fridens band" och det har härletts från ett Bibelord: "Vinnläggen eder om att bevara Andens enhet genom fridens band". (Efesierna 4:3).
Teemu Tast är sedan 2016 chefredaktör för Rauhan Side. Tidigare chefredaktörer har varit Veikko Viljanen (1979-93), Pekka Liuksiala (1994-98) och Raimo Airamo (1999-2015). Kontaktuppgifter finner man på tidskriftens hemsida.